# Bois-Himont
Bois-Himont település Franciaországban, Seine-Maritime megyében. Lakosainak száma 447 fő (2022. január 1.). Bois-Himont Allouville-Bellefosse, Auzebosc, Louvetot, Maulévrier-Sainte-Gertrude, Saint-Aubin-de-Crétot, Saint-Gilles-de-Crétot és Valliquerville községekkel határos.

## Népesség
A település népességének változása:
| Lakosok száma | 465  | 464  | 460  | 470  | 472  | 469  | 458  | 447  |
|               | 2013 | 2015 | 2017 | 2018 | 2019 | 2020 | 2021 | 2022 |